# Traisdorf
Traisdorf ist ein Gemeindeteil der Gemeinde Buch am Wald im Landkreis Ansbach (Mittelfranken, Bayern). Traisdorf liegt in der Gemarkung Gastenfelden.

## Geografie
Das Dorf liegt am Traisdorfer Bach, der mit dem Froschbächlein zum Hagenbach zusammenfließt. 1 km südlich des Ortes erhebt sich der Obere First (514 m ü. NHN), 1,5 km südöstlich der Untere First (507 m ü. NHN). Die Kreisstraße AN 34 führt nach Gastenfelden (1 km nördlich) bzw. nach Altengreuth zur Staatsstraße 2246 (1,7 km südlich). Gemeindeverbindungsstraßen führen zur St 2249 bei Hagenau (1,8 km nordöstlich) und zur AN 5 bei Stilzendorf (2 km südwestlich).

## Geschichte
Der Ort wurde erstmals in einer Wildbannurkunde von Kaiser Otto III. für den Bischof Heinrich von Würzburg, ausgestellt am 1. Mai 1000, als „Draitesdorph“ und achter Grenzpunkt genannt.
Im 16-Punkte-Bericht des brandenburg-ansbachischen Oberamts Colmberg aus dem Jahr 1608 wurden für Traisdorf nur die drei Mannschaften verzeichnet, über die das Vogtamt Colmberg das Hochgericht ausübte. Ein Anwesen hatte das Stiftsamt Ansbach als Grundherrn und die zwei übrigen Anwesen die Reichsstadt Rothenburg. 1681 wurde Traisdorf sowohl im 16-Punkte-Bericht des Oberamts Colmberg als auch im 16-Punkte-Bericht des Amtes Leutershausen erwähnt, jedoch mit ganz erheblichen Abweichungen. Nach dem Colmberger Bericht gab es in Traisdorf 19 Mannschaften. Die grundherrschaftlichen Verhältnisse über die Anwesen, die nach Colmberg fraischten, waren unverändert. Daneben wurden 16 Mannschaften erwähnt, über die Hohenlohe-Schillingsfürst das Hochgericht ausübte: Davon unterstanden 2 Anwesen dem Stiftsamt Ansbach, 10 Anwesen der Reichsstadt Ansbach und 2 Anwesen dem Amt Schillingsfürst. Nach dem Leutershausener Bericht soll es in Traisdorf nur 12 Mannschaften gegeben haben. Es wurde lediglich erwähnt, dass das Hochgericht teils von den Markgrafen, teils von Hohenlohe-Schillingsfürst ausgeübt wurde, ohne jedoch die einzelnen Anwesen diesen zuzuordnen. Die Grundherrschaft über 2 Anwesen übte das Stiftsamt Ansbach aus, über 8 Anwesen die Reichsstadt Rothenburg und über 2 Anwesen das Amt Schillingsfürst.
1802 gab es im Ort 16 Untertansfamilien, von denen 12 der Reichsstadt Rothenburg, 2 dem Fürstentum Ansbach und 2 hohenlohisch waren.
Im Rahmen des Gemeindeedikts (frühes 19. Jahrhundert) wurde Traisdorf dem Steuerdistrikt und der Ruralgemeinde Gastenfelden zugeordnet. Im Zuge der Gebietsreform in Bayern wurde diese am 1. Januar 1974 nach Buch am Wald eingegliedert.

### Baudenkmäler
- Haus Nr. 4: Fensterstock, 1731.[12]
- Haus Nr. 11: Stattliches, zweigeschossiges Wohnstallhaus, Schopfwalmdach, Putzgliederungen, 1823.[12]
- Haus Nr. 13: Eingeschossiges, massives Wohnstallhaus, Putzgliederungen, 1794.[12]

### Einwohnerentwicklung
| Jahr      | 001818 | 001840 | 001861 | 001871 | 001885 | 001900 | 001925 | 001950 | 001961 | 001970 | 001987 |
| Einwohner | 89     | 79     | 102    | 83     | 91     | 81     | 96     | 104    | 79     | 74     | 73     |
| Häuser    | 15     | 15     |        |        | 14     | 15     | 13     | 14     | 14     |        | 14     |
| Quelle    | [ 14 ] | [ 15 ] | [ 16 ] | [ 17 ] | [ 18 ] | [ 19 ] | [ 20 ] | [ 21 ] | [ 22 ] | [ 23 ] | [ 1 ]  |

## Religion
Die Einwohner evangelisch-lutherischer Konfession waren ursprünglich nach St. Bartholomäus (Diebach) gepfarrt, seit 1589 ist die Pfarrei St. Maria Magdalena (Gastenfelden) zuständig. Die Einwohner römisch-katholischer Konfession sind nach Kreuzerhöhung (Schillingsfürst) gepfarrt.